# レーナウの「ファウスト」による2つのエピソード
『レーナウの「ファウスト」による2つのエピソード』（ドイツ語: Zwei Episoden aus Lenaus Faust）S.110 は、フランツ・リストが1861年に完成させた管弦楽曲。「夜の行列」（Der nächtliche Zug）と「村の居酒屋での踊り」（Der Tanz in der Dorfschenke）の2曲からなり、特に第2曲は「メフィスト・ワルツ第1番」として単独で演奏される。

## 作曲の経緯
リストは以前よりファウスト伝説に強い関心を持ち、1854年にはゲーテの『ファウスト』を題材にとった『ファウスト交響曲』を作曲しているが、一方で同じハンガリー出身の詩人ニコラウス・レーナウによる長大な詩にも深く共感し、ゲーテのものにはない挿話も多く含んだレーナウの「ファウスト」から2つの場面を取り上げた管弦楽曲を作り上げた。

## 各曲の詳細

### 第1曲「夜の行列」
「夜鳴き鶯がさえずる春の夜、馬に乗り森をさまようファウストは、木々の間から漏れる光を見る。やがてコラールを歌う信心深い人たちの行列が近づき、そして通り過ぎてゆく。一人残されたファウストは馬のたてがみに顔をうずめ、悪魔に魂を売った自らの運命を想いむせび泣く。」
まず中心主題が低弦で現れ、鶯の鳴き声はフルートで示される。テンポが上がり、さまようファウストが表現され、管楽器により奏される聖歌「歌え我が舌よ（Pange Lingua）」が、行列が近づき、遠ざかってゆくのを表す。やがて主題の変形がファウストの嘆きを暗示し、曲は弱々しく終わる。
音楽学者のハンフリー・サールや、リストのピアノ曲全曲録音を成し遂げたレスリー・ハワードは、この曲を「忘却されたリストの最高傑作の一つ」と位置づけている。

### 第2曲「村の居酒屋での踊り」
「ファウストとメフィストフェレスは、農民たちが踊り集う居酒屋に現れる。楽士からヴァイオリンを取り上げたメフィストは、憑かれたかのように弾き始め、農民たちを陶酔のなかに引き込む。ファウストは黒髪の踊り子を抱いて星の夜へと連れ出し、森の中に入ってゆく。開いた戸から、夜鳴き鶯の鳴き声が聞こえてくる。」
曲はメフィストが狂ったようにヴァイオリンを奏でるのを示す激しい動きの第一主題と、ファウストと少女を示す第二主題からなる。不吉な鶯の声がフルートで示されると、管の第一主題と弦の第二主題が対位法的に組み合わされるが、次第におさまり、フルート、次いでハープの妖美なカデンツァとなる。その後は狂乱の内にエンディングを迎えるが、リストはより静かな結尾も書いており、そちらのほうがレーナウの趣旨に添っているとも言われる（ライナー、コンロンらが後者を録音している）。

## 楽器編成
フルート3（一本はピッコロ持ち替え）、オーボエ2（第1曲ではイングリッシュホルン持ち替え）、クラリネット2、ファゴット2、ホルン4、トランペット2、トロンボーン3、テューバ、ティンパニ、シンバル（第2曲のみ）、トライアングル（第2曲のみ）、鐘（第1曲のみ、なければタムタムで代用）、ハープ、弦五部

## 編曲
2曲ともにピアノ独奏版があり、特に第2曲は「メフィスト・ワルツ第1番」の名で管弦楽版以上に有名である。このため、管弦楽曲としての「村の居酒屋での踊り」も「メフィスト・ワルツ」と呼ばれることが多い。また、2曲とも4手ピアノ版があり、第2曲のピアノ独奏版が管弦楽版から離れ独自の音楽を展開するのに対して、こちらは原曲に忠実な編曲となっている。